# (2469) Таджикистан
(2469) Таджикистан (тадж. Тоҷикистон) — типичный астероид главного пояса, который был открыт 27 апреля 1970 года советским астрономом Тамарой Смирновой в Крымской обсерватории и назван в честь бывшей советской республики — Таджикистана.

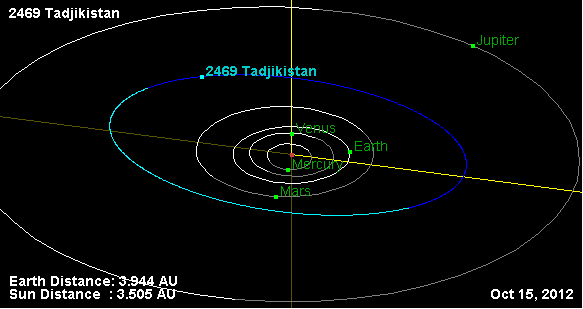
Орбита астероида Таджикистан и его положение в Солнечной системе